# Gmina związkowa Kaisersesch
Gmina związkowa Kaisersesch (niem. Verbandsgemeinde Kaisersesch) – gmina związkowa w Niemczech, w kraju związkowym Nadrenia-Palatynat, w powiecie Cochem-Zell. Siedziba gminy związkowej znajduje się w mieście Kaisersesch. 1 lipca 2014 do gminy związkowej przyłączono osiem gmin: Binningen, Brieden, Brohl, Dünfus, Forst (Eifel), Kail, Möntenich oraz Roes, które wchodziły w skład gminy związkowej Treis-Karden.

## Podział administracyjny
Gmina związkowa zrzesza 26 gmin, w tym jedną gminę miejską (Stadt) oraz 25 gmin wiejskich:
1. Binningen
2. Brachtendorf
3. Brieden
4. Brohl
5. Dünfus
6. Düngenheim
7. Eppenberg
8. Eulgem
9. Forst (Eifel)
10. Gamlen
11. Hambuch
12. Hauroth
13. Illerich
14. Kaifenheim
15. Kail
16. Kaisersesch, miasto
17. Kalenborn
18. Landkern
19. Laubach
20. Leienkaul
21. Masburg
22. Möntenich
23. Müllenbach
24. Roes
25. Urmersbach
26. Zettingen